# Allobates olfersioides
Allobates olfersioides é uma espécie de anfíbio da família dos aromobatídeos (Aromobatidae). Endêmica do Brasil, pode ser encontrada na região costeira de Mata Atlântica em 11 locais no estado do Rio de Janeiro.

## Distribuição e habitat
O Allobates olfersioides é endêmico do Brasil e habita o estado do Rio de Janeiro, onde foi avistado em 11 localidades, como a atual Floresta Nacional Mario Xavier, que é sua localidade-tipo, o Parque Nacional Serra da Bocaina e a Reserva Biológica Tinguá. A sua extensão de ocorrência, calculada utilizando o mínimo polígono convexo a partir dos pontos de registros, é de 7 722 quilômetros quadrados. Todos os registros de sua presença, contudo, são históricos. Nos últimos 30 anos, dada a enorme degradação de seu habitat, e apesar dos esforços de recolha, não foram encontrados novos espécimes.

## Comportamento
O Allobates olfersioides é diurno, terrícola e de floresta. Se abriga no folhiço e seus girinos se desenvolvem em ninhos terrestres úmidos antes de serem levados por seus pais para poças marginais e córregos. Segundo os relatos de expedições anteriores, foram encontradas fêmeas prenhas nos meses de fevereiro, abril, agosto e setembro, o que pode indicar ciclo reprodutivo contínuo ao longo do ano.

## Conservação
Praticamente todo seu habitat foi severamente perdido. Há registro de infestação de fungo quitrídio em material do museu em Tinguá, mas é indeterminado que seja a causa do declínio populacional do Allobates olfersioides. A espécie habita área sob abrigo do Plano de Ação Nacional para a Conservação da Herpetofauna do Sudeste da Mata Atlântica, que foi implementado em 2014 sob coordenação do Instituto Chico Mendes de Conservação da Biodiversidade (ICMBio).

## Taxonomia
Allobates alagoanus, Allobates capixaba e Allobates carioca, antes considerados como espécies distintas, foram sinonimizados com o Allobates olfersioides em 2007. No entanto, essa decisão não foi consensual e alguns consideram que apenas A. carioca seja sinônimo de A. olfersioides, com A. alagoanus e A. capixaba (sapinho-da-mata) se configurando como espécies distintas. Sendo o caso, os sinônimos Phyllobates alagoanus e Colostethus alagoanus pertenceriam a A. alagoanus, enquanto Phyllobates capixaba e Colostethus capixaba pertenceriam a A. capixaba.